# Maciej Szczęsny
Maciej Wawrzyniec Szczęsny (Varsavia, 28 giugno 1965) è un ex calciatore polacco, di ruolo portiere.

## Biografia
È il padre di Wojciech, il quale ne ha seguito le orme divenendo a sua volta un portiere.

## Carriera
Nel campionato polacco di calcio detiene il record di aver vinto almeno una volta il titolo nazionale con quattro squadre diverse.
Con la nazionale polacca ha giocato 7 partite, tra il 1991 e il 1996, subendo sette gol, più altri due nelle prime due partite (delle amichevoli) giocate da Maciej.

## Statistiche

### Cronologia presenze in nazionale
| Cronologia completa delle presenze e delle reti in nazionale ― Polonia | Cronologia completa delle presenze e delle reti in nazionale ― Polonia | Cronologia completa delle presenze e delle reti in nazionale ― Polonia | Cronologia completa delle presenze e delle reti in nazionale ― Polonia | Cronologia completa delle presenze e delle reti in nazionale ― Polonia | Cronologia completa delle presenze e delle reti in nazionale ― Polonia | Cronologia completa delle presenze e delle reti in nazionale ― Polonia | Cronologia completa delle presenze e delle reti in nazionale ― Polonia |
| Data                                                                   | Città                                                                  | In casa                                                                | Risultato                                                              | Ospiti                                                                 | Competizione                                                           | Reti                                                                   | Note                                                                   |
| ---------------------------------------------------------------------- | ---------------------------------------------------------------------- | ---------------------------------------------------------------------- | ---------------------------------------------------------------------- | ---------------------------------------------------------------------- | ---------------------------------------------------------------------- | ---------------------------------------------------------------------- | ---------------------------------------------------------------------- |
| 13-3-1991                                                              | Varsavia                                                               | Polonia                                                                | 1 – 1                                                                  | Finlandia                                                              | Amichevole                                                             | -                                                                      | 46’                                                                    |
| 10-12-1994                                                             | Riad                                                                   | Arabia Saudita                                                         | 1 – 2                                                                  | Polonia                                                                | Amichevole                                                             | -                                                                      | 63’                                                                    |
| 7-6-1995                                                               | Zabrze                                                                 | Polonia                                                                | 5 – 0                                                                  | Slovacchia                                                             | Qual. Euro 1996                                                        | -                                                                      | 37’                                                                    |
| 29-6-1995                                                              | Recife                                                                 | Brasile                                                                | 2 – 1                                                                  | Polonia                                                                | Amichevole                                                             | -2                                                                     |                                                                        |
| 1-5-1996                                                               | Mielec                                                                 | Polonia                                                                | 1 – 1                                                                  | Bielorussia                                                            | Amichevole                                                             | -1                                                                     |                                                                        |
| 2-6-1996                                                               | Mosca                                                                  | Russia                                                                 | 2 – 0                                                                  | Polonia                                                                | Amichevole                                                             | -2                                                                     |                                                                        |
| 4-9-1996                                                               | Zabrze                                                                 | Polonia                                                                | 0 – 2                                                                  | Germania                                                               | Amichevole                                                             | -2                                                                     |                                                                        |
| Totale                                                                 |                                                                        | Presenze                                                               | 7                                                                      |                                                                        | Reti                                                                   | -7                                                                     |                                                                        |

## Palmarès

### Club

#### Competizioni nazionali
- Campionato polacco: 5

Legia Varsavia: 1993-1994, 1994-1995
Widzew Łódź: 1996-1997
Polonia Varsavia: 1999-2000
Wisła Cracovia: 2000-2001
- Coppa di Polonia: 6

Legia Varsavia: 1988-1989, 1989-1990, 1993-1994, 1994-1995
Polonia Varsavia: 2000-2001
Wisła Cracovia: 2001-2002
- Supercoppa di Polonia: 5

Legia Varsavia: 1989, 1994
Widzew Łódź: 1996
Polonia Varsavia: 2000
Wisła Cracovia: 2001
- Campionato polacco di seconda divisione: 1

Legia Varsavia: 1995-1996